# مسجد البليلي
مسجد البليلي مسجد يقع في صنعاء عاصمة اليمن. يقع جنوب غرب مسجد الشهداء قريبا من سوق صنعاء للسمك.